# Вомбатові
Во́мбатові (Vombatidae) — родина ссавців із когорти сумчастих (Marsupialia), представляє ряд кускусоподібних (Phalangeriformes).
Вомбатові поширені в Австралії та Тасманії. Вони живуть у норах. Зовнішній вигляд дещо нагадує «суміш» кота з ведмедем, довжиною до 1 м. На відміну від більшості інших сумчастих, сумка вомбатів розкривається назад, що захищає її від ґрунту, коли вомбат пересувається під землею. Перші європейські поселенці в Австралії помилково приймали цих тварин за маленьких ведмедів. Також через здатність до риття і спостереження їх появи з нір, вомбатів сприймали за щось на зразок борсука. Однак вомбат, який належить до інфракласу сумчастих, з точки зору систематики знаходиться далеко і від ведмедевих, і від борсукових.

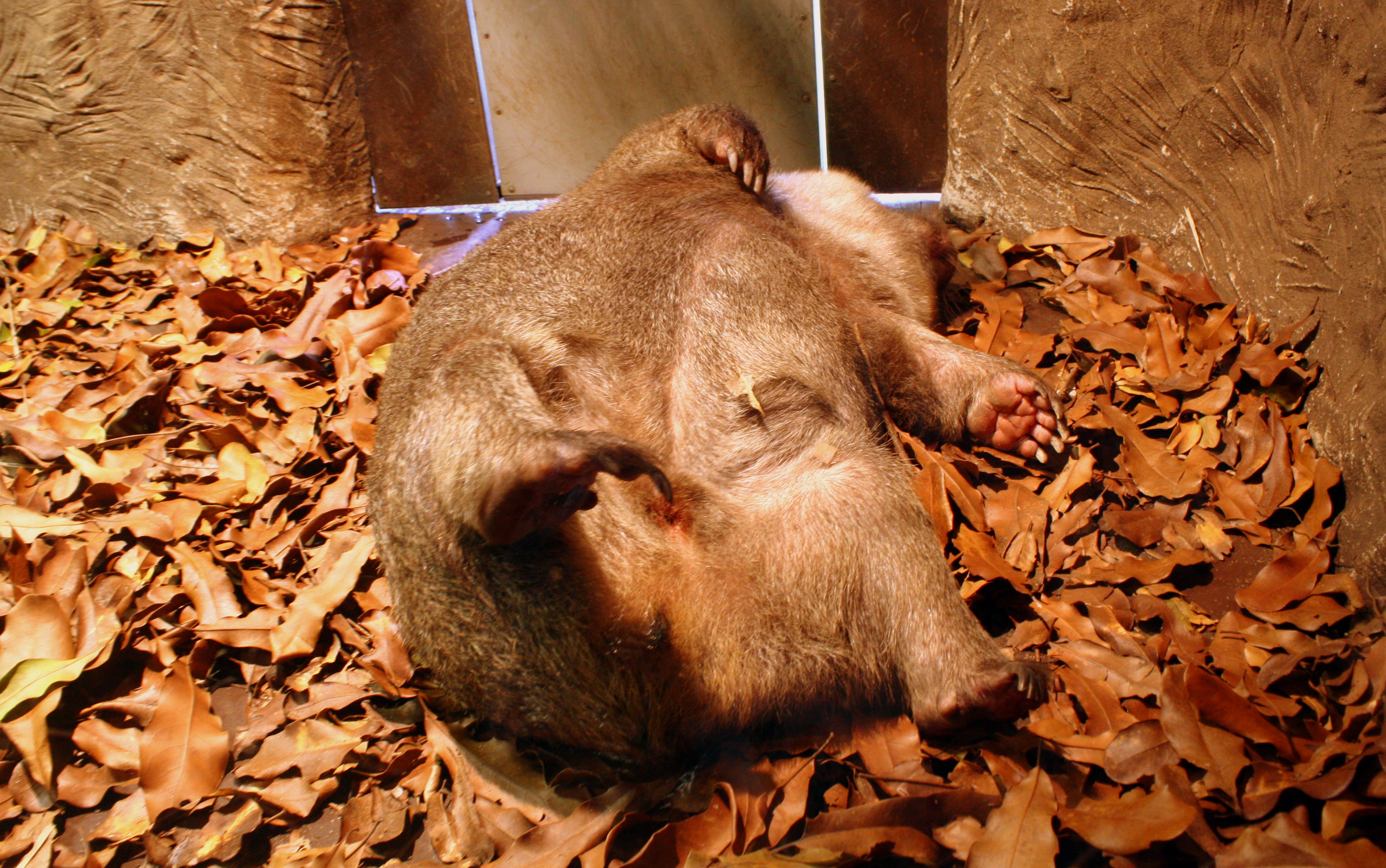
Сплячий вомбат в Австралії. Зверніть увагу на стопи

Ця тварина відрізняється сповільненим метаболізмом — з'їдена трава може перетравлюватися до 14 діб. Попри це, вони дуже сильні та можуть розвивати швидкість до 40 км на годину та підтримувати її довше ніж хвилину. Така швидкість ще дивніша, оскільки вомбат ступає на повну ступню, а не лише на п'ятку чи окремі пальці, як інші швидкі тварини.
Хвоста майже не має, а більша частина заду вомбата захищена підшкірними хрящами. Сховавшись до нори, вомбат може закрити її собою — хрящова «броня» не під силу хижакам (здебільшого псам і тасманійським дияволам). Ба більше, вомбат може навіть вбити надто наполегливого ворога ударами ззаду і знизу по голові, яка, таким чином, б'ється об стелю нори.
Узагалі, вомбата дуже важко налякати чи якось зупинити — вони радше зламають паркан, аніж обійдуть його. Міцний та безстрашний вомбат може бути небезпечним для людини, яка намагатиметься до нього доторкнутися тощо.

## Морфологія

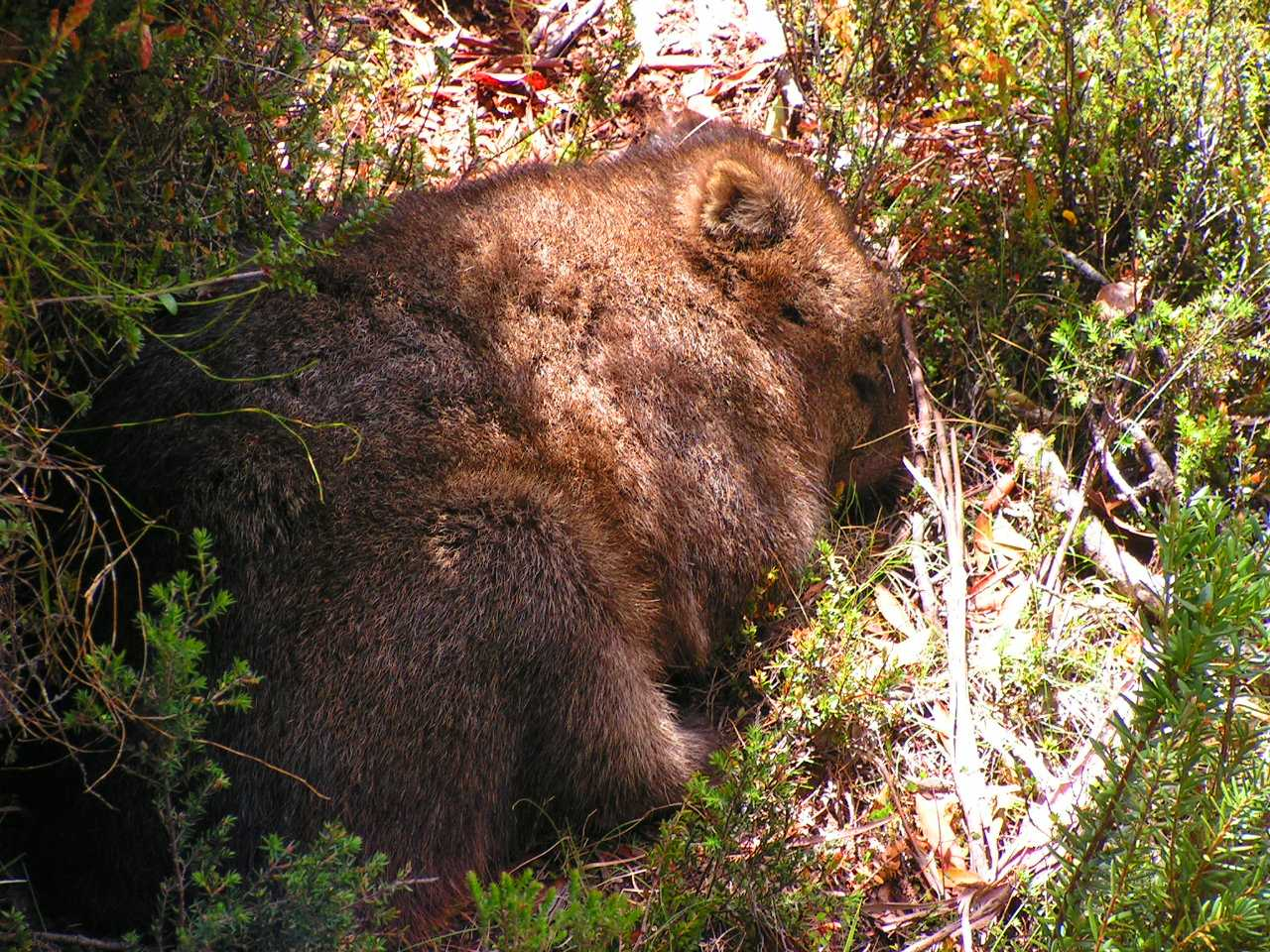
Вомбат у горах Тасманії

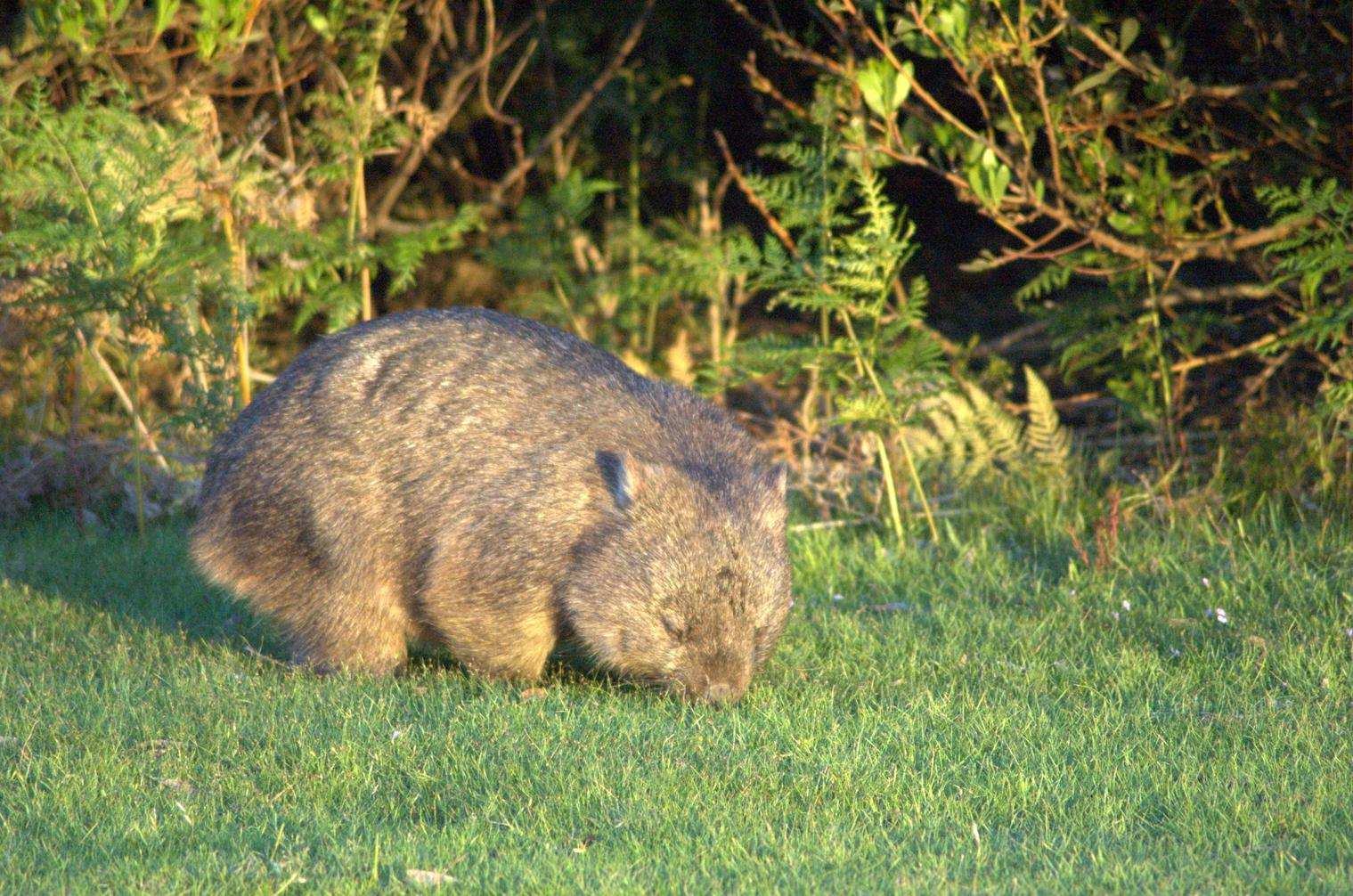
Вомбат у Нарантапу, Тасманія. Холодніший клімат Тасманії призвів до того, що вомбати, які мешкають у цій місцевості, мають більш довге хутро, ніж ті, що мешкають у самій Австралії

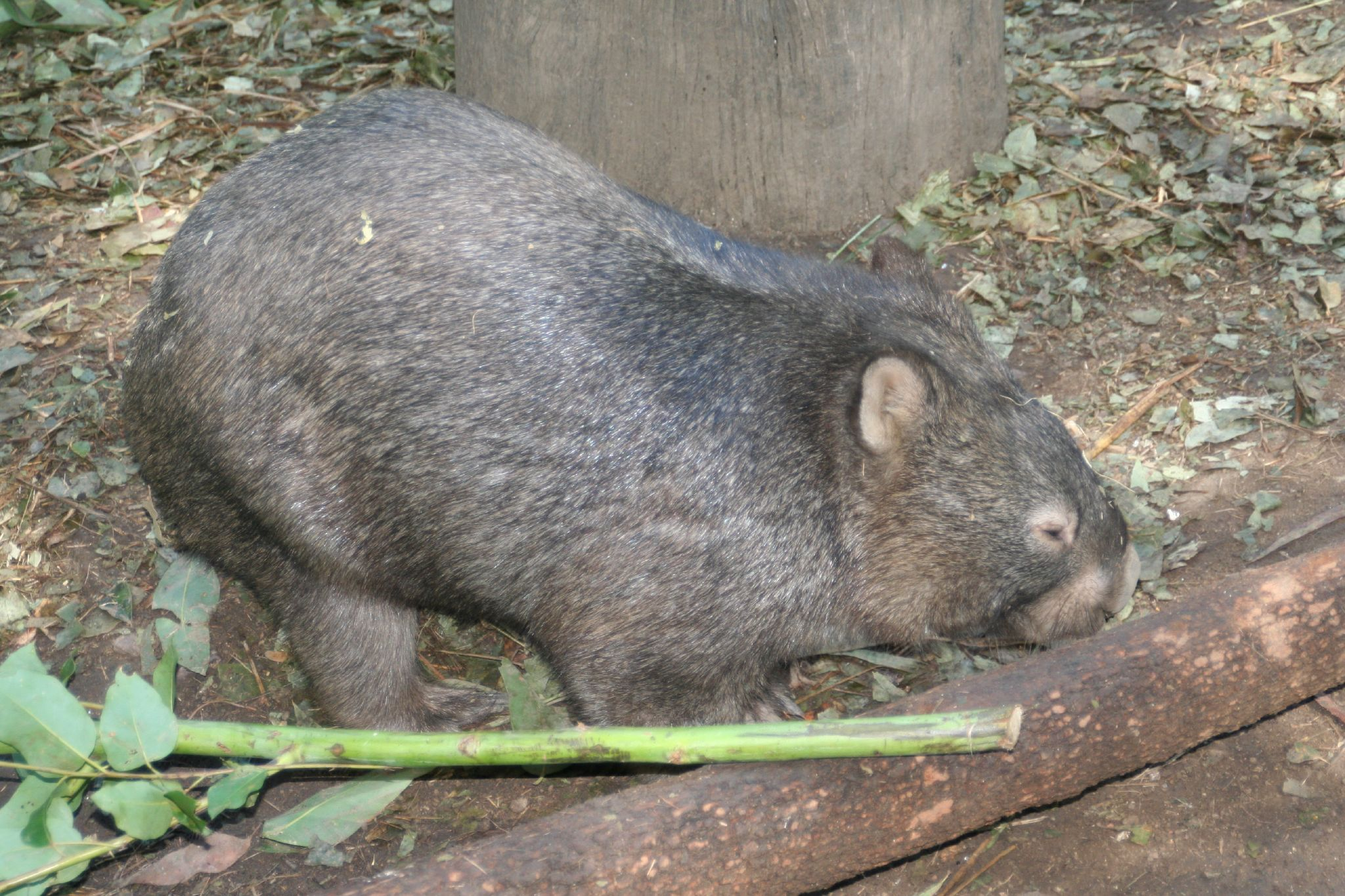
Вомбат звичайний. Зверніть увагу на коротше, ніж у тасманського, хутро

Вомбати досягають довжини від 70 до 120 см і ваги від 20 до 45 кг. Їхній тулуб влаштований компактно, кінцівки короткі й сильні. На кожній із них п'ять пальців, з яких зовнішні чотири увінчані великими кігтями, пристосованими для копання землі. Хвіст короткий, велика голова справляє враження злегка розплющеної з боків, очі маленькі.
Цікаво, що щелепи і зуби вомбата виявляють схожість із гризунами. У горішньому й нижньому ряді зубів у вомбатів є по парі передніх ріжучих зубів. Щічні зуби побудовані досить просто. У вомбатів найменша кількість зубів серед сумчастих — 24. Зубна формула — (1.0.1.4) × 2 = 24.

## Поширення
Вомбати мешкають у південній та східній частині Австралії: у штатах Південна Австралія, Вікторія, Новий Південний Уельс, Квінсленд і Тасманія. Поширені в різних місцях проживання, але потребують відповідної для риття нір, землі.

## Спосіб життя
Вомбати — найбільші із сучасних ссавців, які займаються риттям і проводять більшу частину життя під землею. Своїми гострими пазурами вони виривають у землі невеликі житлові печери, які іноді утворюють складні тунельні системи. Як правило, більшість із печер сягає близько 20 метрів у довжину і 3,5 метрів у глибину. Якщо ділянки окремих особин перетинаються, печери можуть у різний час використовуватися різними вомбатами. Вони активні вночі, коли виходять на пошуки їжі. Удень вони відпочивають у своїх сховищах.
У дорослого вомбата майже немає природних ворогів. Одним з небагатьох є ввезений людьми динго. Задня частина тіла вомбата надзвичайно тверда через товсту шкіру, хрящі та кістки. У разі небезпеки вони можуть, повернувшись задом, блокувати свою нору і боронитися від більшості нападників, або ж врешті, розчавити їхні кінцівки об стіни своєї житлової печери. У задній частині спини, на тазових кістках, у вомбата є щось на кшталт щитка, який захищає його при нападі ззаду. Він завдає також сильних ударів головою — буцається, як баран або козел. Якщо собака залазить до його нори, він чекає його, не сходячи з місця, а потім намагається загнати в кут, до стінки нори, і там задушити за допомогою щитка. Найчастіше у смерті вомбата буває винна людина: зокрема, багато вомбатів гине під колесами автомобілів. В областях, де вплив людини невеликий, чисельність вомбатів визначається наявністю відповідного корму.
Площа ділянок вомбатів варіює, залежно від зовнішніх умов від 5 до 25 га. Територія позначається екскрементами і побудованими норами, також вомбати часто доволі агресивно захищають свою територію. При появі непроханого гостя, самці загрозливо хитають головою з боку в бік, і мукають. Часто цього буває достатньо, аби прогнати вомбата, що вторгнувся. Проте, іноді справа доходить до поєдинків, в яких вомбати можуть завдати одне одному серйозних ушкоджень.
На коротких дистанціях вомбати можуть розвивати швидкість до 62 км/год. Коли потрібно втекти від небезпеки, вомбат непогано плаває і може лазити по деревах, а також зариватися в землю.

## Харчування
Вомбати їдять молоді пагони трав. Іноді також споживаються коріння рослин, мохи, гриби і ягоди.
Розділена верхня губа дозволяє вомбатам дуже точно вибирати те, що вони їдять. Завдяки їй, передні зуби можуть доходити аж до землі і зрізати навіть найменші паростки. Важливу роль при виборі їжі, в активних уночі вомбатів, грає нюх.
Обмін речовин у вомбатів дуже повільний і ефективний. Аби перетравити їжу, їм необхідно до 14 днів. Вомбати — найекономніші споживачі води з усіх ссавців, після верблюда: їм достатньо всього 22 мілілітрів води на кілограм маси тіла на добу. Навіть такі, чудово пристосовані до умов життя в Австралії тварини, як кенгуру, витрачають води вчетверо більше. Вомбати погано переносять холод.

## Розмноження

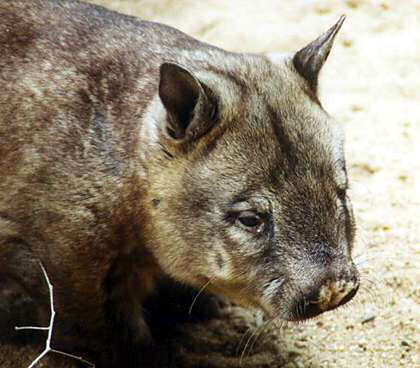
Квінслендський вомбат (Lasiorhunus krefftii).

Вомбати розмножуються впродовж усього року скрізь, крім посушливих регіонів, де їх розмноження швидше сезонне. Сумки у самок повернені назад, аби при копанні в них не потрапляла земля. Попри те, що у самки є два соска, одночасно народжується і виховується лише одне дитинча. Потомство від шести до восьми місяців росте в сумці матері і впродовж наступного року залишається біля мами.
Статевої зрілості вомбати досягають у віці двох років. Тривалість їхнього життя в природі досягає 15 років, у неволі вони іноді доживають і до 25.

## Класифікація
Родина вомбатів включає 2 сучасні роди і 3 сучасні види:
- рід Lasiorhinus
  - Lasiorhinus krefftii
  - Lasiorhinus latifrons
- рід Вомбат (Vombatus)
  - Вомбат ведмежий (Vombatus ursinus)
  - †Vombatus hacketti

Також відомо 6 вимерлих родів вомбатів (див. картку).
Вомбати з'явилися близько 18 мільйонів років тому, в міоцені. Найближчі родичі вомбатів — представники родини сумчастих ведмедів (коал). З ними у вомбатів є численні подібності в будові зубів, черепа і сперматозоїдів. Тим не менш, існує й ряд морфологічних відмінностей, які вказують на те, що еволюційні лінії коал і вомбатів розійшлися приблизно 36 мільйонів років тому.
Ще ближчим родичем вомбатів був дипротодон, гігантський представник сумчастих розміром з носорога, що вимер усього приблизно 40 тисяч років тому.

## Загрози
Після заселення Австралії європейцями, ареал вомбатів значно скоротився. Причинами цього були руйнування їх середовища існування, конкуренція з привезеними видами (зокрема, з домашньою кішкою) і полювання на вомбатів. У квінслендського вомбата сьогодні залишилося лише 118 представників виду, що живуть у маленькому заповіднику в Квінсленді. Інші два види трапляються частіше і поки не перебувають під загрозою зникнення.

## Цікаві факти
- На честь вомбатів названі місто, астероїд, музичний гурт і протитанкова гармата;
- Вомбата тримав удома Д. Г. Россетті. Вважають, що саме ця тварина стала прототипом Соні з «Аліси в Країні чудес»;
- Версія 0.7 дистрибутиву Arch Linux мала кодову назву «Вомбат» (Wombat);
- Австралійська письменниця Рут Спарк написала казку «Безтолковий вомбат», за мотивами якої 1991 року студією «Українська кіностудія анімаційних фільмів» було знято однойменний анімаційний фільм.